# Janine Thompson
Ne pas confondre avec Leigh-Anne Thompson
Janine Thompson Tremelling (née le 12 septembre 1967) est une joueuse de tennis australienne, professionnelle dans les années 1980.
Elle a atteint le 53e rang mondial en simple le 12 mai 1986 et le 18e en double le 30 avril 1990.
Par deux fois, elle a joué le 4e tour en simple dans une épreuve du Grand Chelem :
- à l'Open d'Australie en 1987 (battue par Martina Navrátilová)
- issue des qualifications, à Roland Garros en 1989 (battue par Manuela Maleeva)

Durant sa carrière, elle a gagné 5 titres sur le circuit WTA, dont quatre en double.

## Palmarès

### Titre en simple dames
| No | Date       | Nom et lieu du tournoi                  | Catégorie | Dotation | Surface         | Finaliste       | Score    |          |
| -- | ---------- | --------------------------------------- | --------- | -------- | --------------- | --------------- | -------- | -------- |
| 1  | 03-03-1986 | Virginia Slims of Pennsylvania, Hershey |           | 75 000 $ | Moquette (int.) | Catherine Suire | 6-1, 6-4 | Parcours |

### Finale en simple dames
Aucune

### Titres en double dames
| No | Date       | Nom et lieu du tournoi                | Catégorie | Dotation  | Surface      | Partenaire       | Finalistes                         | Score         |          |
| -- | ---------- | ------------------------------------- | --------- | --------- | ------------ | ---------------- | ---------------------------------- | ------------- | -------- |
| 1  | 17-10-1988 | Virginia Slims of Nashville Nashville | Tier V    | 100 000 $ | Dur (int.)   | Jenny Byrne      | Elise Burgin Rosalyn Fairbank      | 7-5, 6-7, 6-4 | Parcours |
| 2  | 06-02-1989 | Fernleaf Classic Wellington           | Tier V    | 50 000 $  | Dur (ext.)   | Elizabeth Smylie | Tracey Morton-Rodgers Heidi Sprung | 7-6, 6-1      | Parcours |
| 3  | 08-05-1989 | Italian Open Rome                     | Tier II   | 300 000 $ | Terre (ext.) | Elizabeth Smylie | Manon Bollegraf Mercedes Paz       | 6-4, 6-3      | Parcours |
| 4  | 15-05-1989 | Lufthansa Cup Berlin                  | Tier I    | 300 000 $ | Terre (ext.) | Elizabeth Smylie | Lise Gregory Gretchen Rush         | 5-7, 6-3, 6-2 | Parcours |

### Finales en double dames
| No | Date       | Nom et lieu du tournoi                  | Catégorie | Dotation  | Surface      | Vainqueures                     | Partenaire       | Score         |          |
| -- | ---------- | --------------------------------------- | --------- | --------- | ------------ | ------------------------------- | ---------------- | ------------- | -------- |
| 1  | 19-05-1986 | European Open Lugano                    |           | 100 000 $ | Terre (ext.) | Elise Burgin Betsy Nagelsen     | Jenny Byrne      | 6-2, 6-3      | Parcours |
| 2  | 05-01-1987 | Family Circle Open Sydney               |           | 150 000 $ | Gazon (ext.) | Betsy Nagelsen Elizabeth Smylie | Jenny Byrne      | 6-7, 7-5, 6-1 | Parcours |
| 3  | 02-05-1988 | Italian Open Rome                       | Tier IV   | 200 000 $ | Terre (ext.) | Jana Novotná Catherine Suire    | Jenny Byrne      | 6-3, 4-6, 7-5 | Parcours |
| 4  | 16-05-1988 | Internationaux de Strasbourg Strasbourg | Tier V    | 100 000 $ | Terre (ext.) | Manon Bollegraf Nicole Provis   | Jenny Byrne      | 7-5, 6-7, 6-3 | Parcours |
| 5  | 30-01-1989 | Nutri-Metics Auckland                   | Tier V    | 75 000 $  | Dur (ext.)   | Patty Fendick Jill Hetherington | Elizabeth Smylie | 6-4, 6-4      | Parcours |

## Parcours en Grand Chelem

### En simple dames
| Année | Open d'Australie (janvier) | Open d'Australie (janvier) | Internationaux de France | Internationaux de France | Wimbledon       | Wimbledon          | US Open         | US Open       | Open d'Australie (décembre) | Open d'Australie (décembre) |
| ----- | -------------------------- | -------------------------- | ------------------------ | ------------------------ | --------------- | ------------------ | --------------- | ------------- | --------------------------- | --------------------------- |
| 1985  | n/a                        | n/a                        | 1er tour (1/64)          | Chris Evert              | 1er tour (1/64) | Terry Holladay     | 1er tour (1/64) | Chris Evert   | 1er tour (1/32)             | Helena Suková               |
| 1986  | n/a                        | n/a                        | 1er tour (1/64)          | Melissa Gurney           | 1er tour (1/64) | Isabelle Demongeot | -               | -             | n/a                         | n/a                         |
| 1987  | 4e tour (1/8)              | Martina Navrátilová        | -                        | -                        | -               | -                  | -               | -             | n/a                         | n/a                         |
| 1988  | 2e tour (1/32)             | Steffi Graf                | -                        | -                        | -               | -                  | -               | -             | n/a                         | n/a                         |
| 1989  | -                          | -                          | 4e tour (1/8)            | Manuela Maleeva          | 2e tour (1/32)  | Donna Faber        | 1er tour (1/64) | Patty Fendick | n/a                         | n/a                         |
| 1990  | 1er tour (1/64)            | Terry Phelps               | 1er tour (1/64)          | Conchita Martínez        | -               | -                  | -               | -             | n/a                         | n/a                         |

À droite du résultat, l’ultime adversaire.

### En double dames
| Année | Open d'Australie (janvier)  | Open d'Australie (janvier) | Internationaux de France    | Internationaux de France   | Wimbledon                   | Wimbledon                  | US Open                      | US Open                   | Open d'Australie (décembre) | Open d'Australie (décembre) |
| ----- | --------------------------- | -------------------------- | --------------------------- | -------------------------- | --------------------------- | -------------------------- | ---------------------------- | ------------------------- | --------------------------- | --------------------------- |
| 1983  | n/a                         | n/a                        | -                           | -                          | -                           | -                          | -                            | -                         | 1er tour (1/16) Jenny Byrne | Virginia Wade Anne White    |
| 1985  | n/a                         | n/a                        | -                           | -                          | -                           | -                          | -                            | -                         | 2e tour (1/8) Jenny Byrne   | Navrátilová Pam Shriver     |
| 1986  | n/a                         | n/a                        | 3e tour (1/8) Jenny Byrne   | Steffi Graf G. Sabatini    | 1/4 de finale Jenny Byrne   | Patty Fendick Hetherington | -                            | -                         | n/a                         | n/a                         |
| 1987  | 2e tour (1/8) Jenny Byrne   | Zina Garrison Lori McNeil  | -                           | -                          | -                           | -                          | -                            | -                         | n/a                         | n/a                         |
| 1988  | 3e tour (1/8) Jenny Byrne   | H. Mandlíková Jana Novotná | 1/4 de finale Jenny Byrne   | Kohde-Kilsch Helena Suková | 2e tour (1/16) Jenny Byrne  | Navrátilová Pam Shriver    | 1/4 de finale Jenny Byrne    | Navrátilová Pam Shriver   | n/a                         | n/a                         |
| 1989  | 1er tour (1/32) Jenny Byrne | A. Dechaume E. Derly       | 1er tour (1/32) B. Nagelsen | Lise Gregory Gretchen Rush | -                           | -                          | 1/4 de finale Jenny Byrne    | H. Mandlíková Navrátilová | n/a                         | n/a                         |
| 1990  | 3e tour (1/8) W. Turnbull   | N. Medvedeva Leila Meskhi  | 2e tour (1/16) Jenny Byrne  | Katrina Adams Lori McNeil  | 1er tour (1/32) Jenny Byrne | Kohde-Kilsch B. Schultz    | 1er tour (1/32) R. McQuillan | Helen Kelesi Monica Seles | n/a                         | n/a                         |

Sous le résultat, la partenaire ; à droite, l’ultime équipe adverse.

### En double mixte
| Année | Open d'Australie (janvier), | Open d'Australie (janvier), | Internationaux de France     | Internationaux de France   | Wimbledon                    | Wimbledon                 | US Open                       | US Open                   | Open d'Australie (décembre), | Open d'Australie (décembre), |
| ----- | --------------------------- | --------------------------- | ---------------------------- | -------------------------- | ---------------------------- | ------------------------- | ----------------------------- | ------------------------- | ---------------------------- | ---------------------------- |
| 1983  | n/a                         | n/a                         | -                            | -                          | 1er tour (1/32) Tony Roche   | Pat Medrado G. Barbosa    | -                             | -                         | n/a                          | n/a                          |
| 1986  | n/a                         | n/a                         | 1er tour (1/32) M. Woodforde | Mercedes Paz H. de la Peña | 1/4 de finale John Newcombe  | Elna Reinach M. Robertson | -                             | -                         | n/a                          | n/a                          |
| 1987  | 1/4 de finale Desmond Tyson | C. Jolissaint D. Utzinger   | -                            | -                          | -                            | -                         | -                             | -                         | n/a                          | n/a                          |
| 1988  | 1/2 finale D. Macpherson    | Navrátilová Tim Gullikson   | 2e tour (1/16) D. Macpherson | Navrátilová E. Sánchez     | -                            | -                         | 1er tour (1/16) Laurie Warder | Zina Garrison S. Stewart  | n/a                          | n/a                          |
| 1989  | -                           | -                           | 3e tour (1/8) Peter Doohan   | A. Sánchez H. de la Peña   | -                            | -                         | 1/4 de finale Brad Drewett    | Robin White Shelby Cannon | n/a                          | n/a                          |
| 1990  | 2e tour (1/8) M. Kratzmann  | Robin White Shelby Cannon   | 2e tour (1/16) Bruce Derlin  | M. Jaggard B. Dyke         | 2e tour (1/16) Laurie Warder | Lori McNeil Robert Seguso | -                             | -                         | n/a                          | n/a                          |

Sous le résultat, le partenaire ; à droite, l’ultime équipe adverse.

## Parcours en Coupe de la Fédération
| #                                                                           | Date       | Lieu    | Surface      | Gagnante(s)                      | Perdante(s)                       | Score         |          |
|                                                                             |            |         |              |                                  |                                   |               |          |
| 1986 - 1/4 de finale (groupe mondial) - Tchécoslovaquie - Australie - 3 : 0 |            |         |              |                                  |                                   |               |          |
| 1                                                                           | 22/07/1986 | Prague  | Terre (ext.) | Andrea Holíková Regina Maršíková | Elizabeth Smylie Janine Thompson  | 6-4, 6-3      | Parcours |
|                                                                             |            |         |              |                                  |                                   |               |          |
| 1989 - 1er tour (groupe mondial) - Chine - Australie - 0 : 3                |            |         |              |                                  |                                   |               |          |
| 2                                                                           | 03/10/1989 | Tokyo   | Dur (ext.)   | Jenny Byrne Janine Thompson      | Li Fang Li Yan-Ling               | 6-2, 6-1      | Parcours |
|                                                                             |            |         |              |                                  |                                   |               |          |
| 1989 - 2e tour (groupe mondial) - Nouvelle-Zélande - Australie - 0 : 3      |            |         |              |                                  |                                   |               |          |
| 3                                                                           | 03/10/1989 | Tokyo   | Dur (ext.)   | Jenny Byrne Janine Thompson      | Belinda Cordwell Julie Richardson | 6-3, 7-5      | Parcours |
|                                                                             |            |         |              |                                  |                                   |               |          |
| 1989 - 1/4 de finale (groupe mondial) - Australie - Bulgarie - 2 : 1        |            |         |              |                                  |                                   |               |          |
| 4                                                                           | 03/10/1989 | Tokyo   | Dur (ext.)   | Elizabeth Smylie Janine Thompson | Katerina Maleeva Manuela Maleeva  | 5-7, 6-4, 6-0 | Parcours |
|                                                                             |            |         |              |                                  |                                   |               |          |
| 1990 - 2e tour (groupe mondial) - Australie - Tchécoslovaquie - 1 : 2       |            |         |              |                                  |                                   |               |          |
| 5                                                                           | 23/07/1990 | Atlanta | Dur (ext.)   | Kristin Godridge Janine Thompson | Regina Kordová Eva Švíglerová     | 6-2, 6-3      | Parcours |

## Classements WTA en fin de saison

### En simple
| Année | 1985 | 1986 | 1987 | 1988 | 1989 | 1990 |
| Rang  | 86   | 67   | 106  | 185  | 116  | 209  |

Source : (en) « Classements de Janine Thompson », sur le site officiel du WTA Tour

### En double
| Année | 1986 | 1987 | 1988 | 1989 | 1990 |
| Rang  | 41   | 29   | 31   | 24   | 82   |

Source : (en) « Classements de Janine Thompson », sur le site officiel du WTA Tour